# Одрадовский сельский совет (Харьковская область)
Одрадовский сельский совет — входит в состав Первомайского района Харьковской области Украины.
Административный центр сельского совета находится в селе Отрадово.

## История
- 1919 — дата образования.

## Населённые пункты совета
- село Отрадово
- село Красивое
- село Максимовка
- село Ракитное
- село Шевченково